# 인포테인먼트
인포테인먼트(infotainment)는 정보(information)와 오락(entertainment)을 접목시킨 것을 말한다. 소프트 뉴스(soft news)라고도 하며 전자 매체의 일종(보통은 텔레비전)이다. 이 용어는 더 진지하고 딱딱한 뉴스에 대해 불만을 나타내기 위해 사용되는 것이 일반적이다. 기존의 수많은 장치 인포테인먼트 웹사이트들과 소셜 미디어 앱들은 다양한 기능과 서비스를 제공하고 있다.
인포테인먼트 프로그램은 단순한 연예, 오락 프로그램에서 탈피, 정보와 지식을 접목시킨 새로운 형태의 오락 프로그램을 지칭한다. 대표적인 인포테인먼트 프로그램에는 '황수관의 호기심 천국' 등이 있다.

## 같이 보기
- 통속과학